# La Semaine littéraire
La Semaine littéraire était une revue littéraire suisse, publiée de 1893 à 1927.

## Historique
La Semaine littéraire fondée en 1893 à Genève était une revue littéraire et généraliste suisse, paraissant le samedi jusqu'en octobre 1927.

## Principales rubriques
- Causeries littéraires
  - littérature française : P. Godet (1850-1922) et É. Rod
  - littérature étrangère : T. Droz, H. Jacottet (1881-1957), P. Monnier, E. Tissot,
- Chronique scientifique : E. Yung (1854-1918),
- Revue politique générale : P. Seippel (1858-1926) ,
- Échos de partout; mode, travaux d'aiguille et d'agrément, tenue de l'appartement, soins à donner aux enfants, etc. (Franquette).

## Autres collaborateurs

### Étrangers
- J. Aicard
- H. Bordeaux
- V. Cherbuliez
- F. Coppée
- C. Gide
- H. Krains
- J. Simon
- A. Theuriet

### Suisses
- B. Bouvier (1861-1941)
- J. Carrara (18 février 1891-4 novembre 1907)
- A. Chenevière (1855-1917)
- M. Debrit (1833-1911)
- Charles-Ferdinand Ramuz
- F. Held
- E. Jaques-Dalcroze
- V. Pareto